# Mohamed Shah Alam
Mohamed Shah Alam (bengalisch মোহাম্মদ শাহ আলম; * 1. Juli 1962; † 29. Mai 1990 in Kushtia) war ein bangladeschischer Sprinter.

## Karriere
Bei den Südasienspielen gewann er zweimal die Goldmedaille im 100-Meter-Lauf, einmal in Dhaka und einmal 1987 in Kolkata. Alam trat auch in den Olympischen Sommerspielen 1988 in Seoul im Wettbewerb über 200 m und zusammen mit seinen Teamkollegen Shahanuddin Choudhury, Mohamed Shah Jalal und Mohamed Hossain Milzer an der Staffel 4 × 100 m.
Sein letzter internationaler Auftritt war bei den Commonwealth Games 1990 in Auckland. Wenige Monate später starb Alam bei einem Motorrad-Unfall.